# Kia Bongo
Le Kia Bongo est un pick-up produit par Kia Motors en trois générations de 1980 à présent. Il concurrence le Hyundai Porter. Il est aussi nommé Kia Besta et Kia K Series.

## Seconde génération (1997-2004)

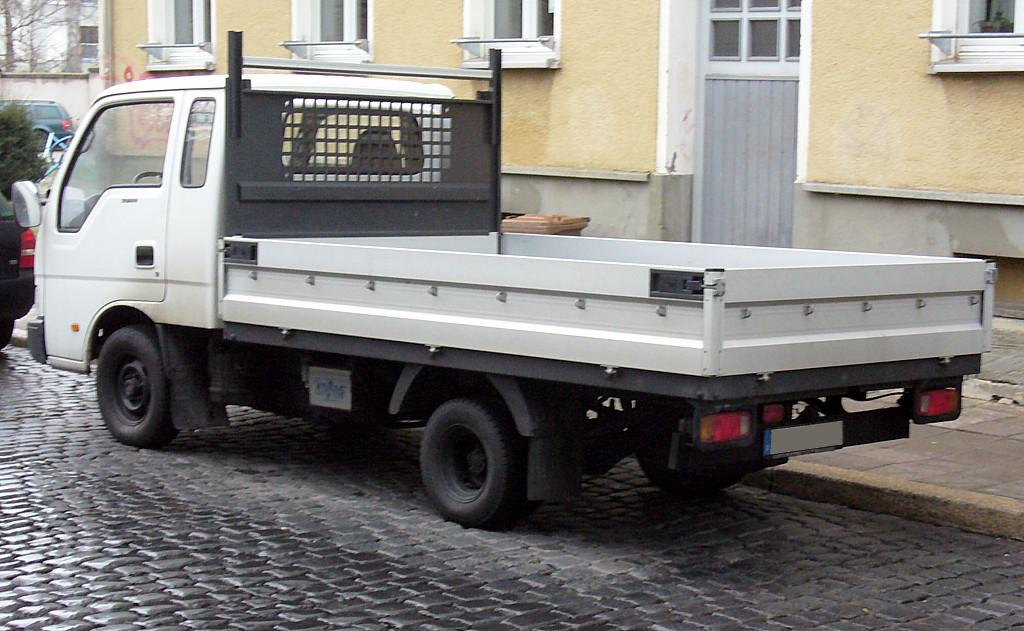
Kia Bongo II Phase I

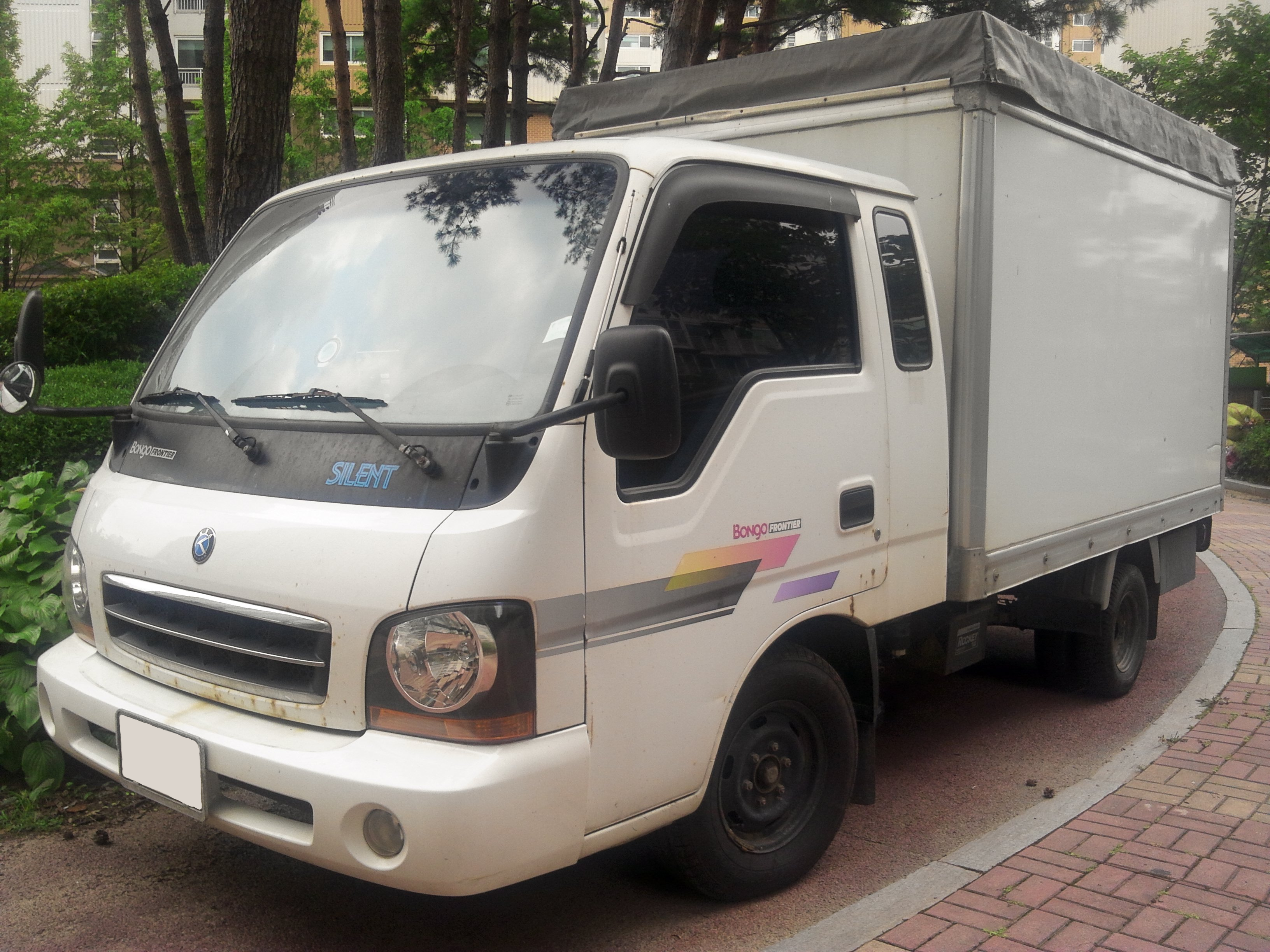
Kia Bongo II Phase II

## Troisième génération (2004-)

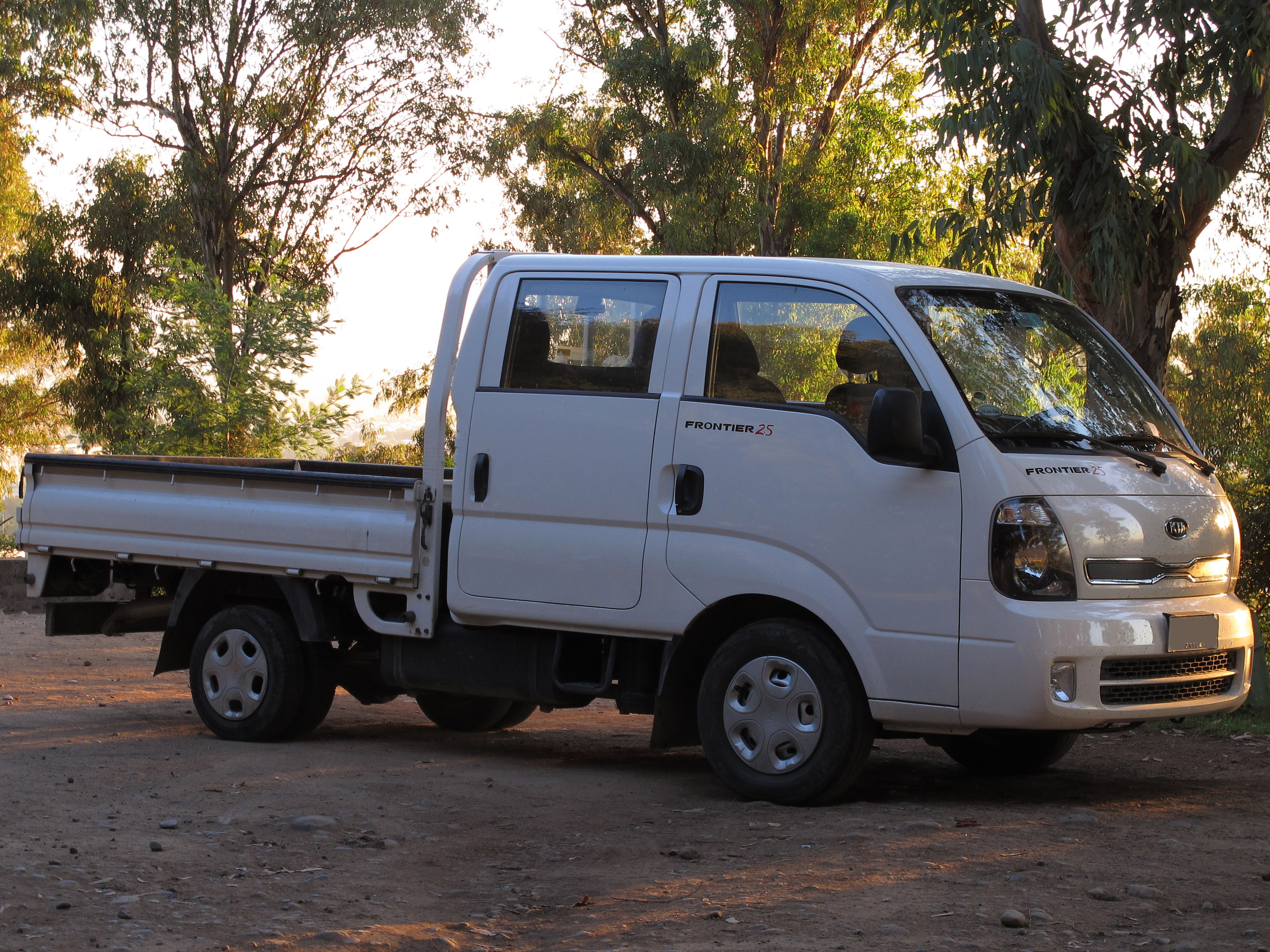
Kia Bongo III Phase 2

## Première génération (1980-1997)

### Galerie

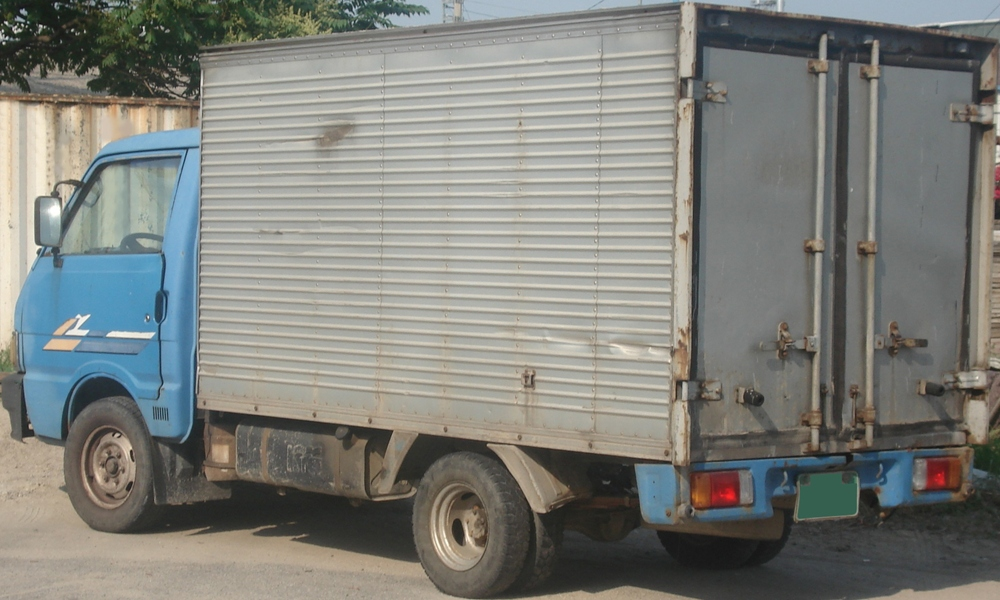
Kia Bongo I Phase I
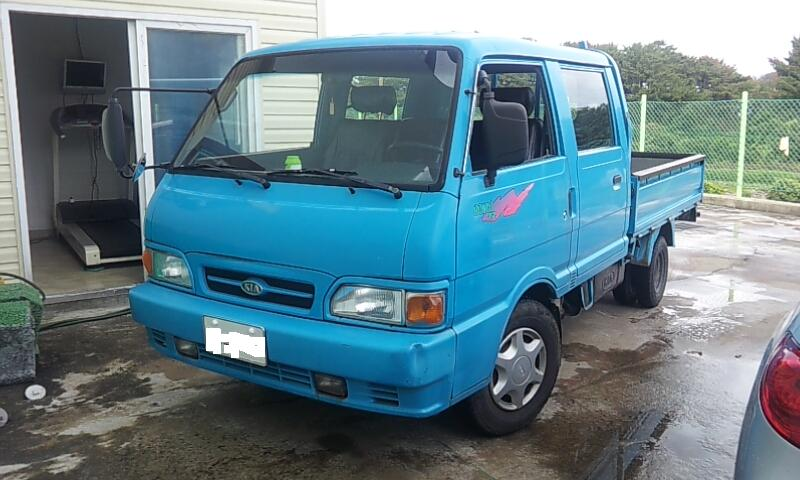
Kia Bongo I Phase II
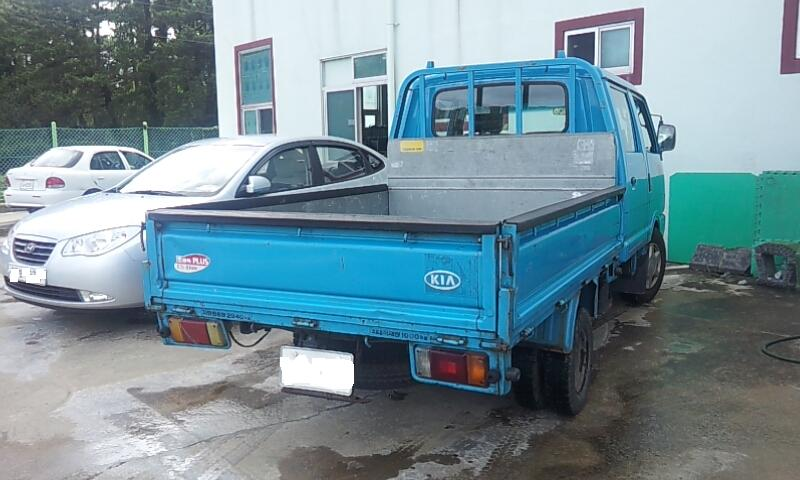
Kia Bongo I Phase II
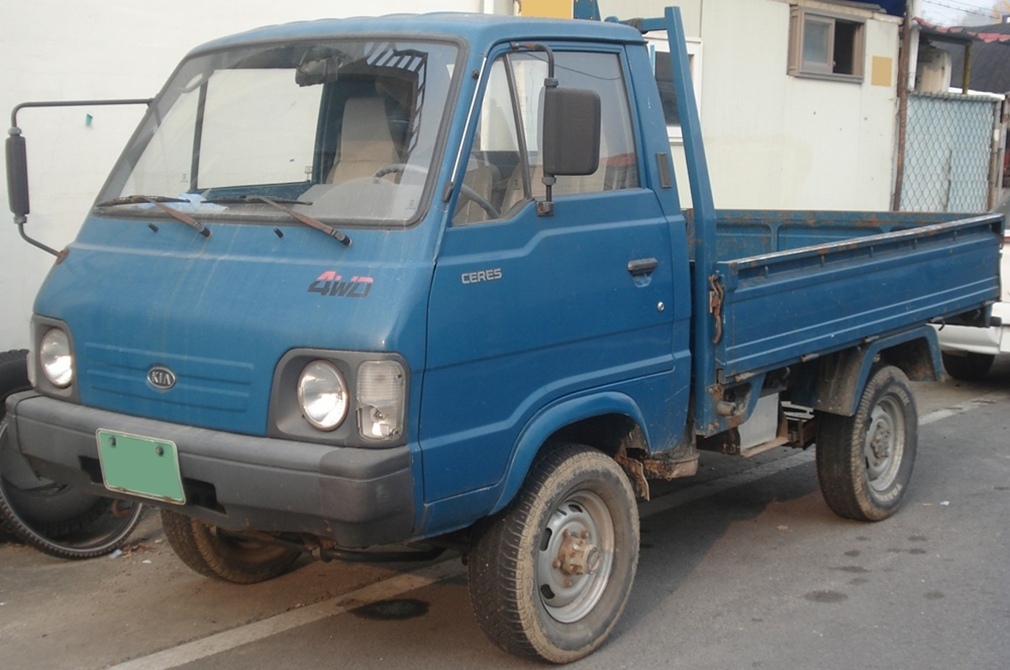
Kia Ceres

## Liens
- Site officiel du camion sur Kia Motors